# 正覚寺 (寒河江市)
正覚寺（しょうがくじ）は山形県寒河江市にある浄土宗の寺院。

## 歴史
天正12年（1584年）最上義光が寒河江氏を滅ぼすと、文禄年間（1592年～1596年）嫡男最上義康が旧寒河江氏所領を父から受け継いだ。最上義光・義康父子によって、慶長年間（1596年～1615年）建立され、義光山常念寺（山形県山形市）住職岌讃専阿が開山したという。文禄4年（1595年）秀次事件に連座した娘、駒姫を失った大崎夫人(義康母)は娘の後を追うように亡くなったとされるが、義康が政務をとる寒河江城からほど近い、正覚寺で菩提を弔ったという逸話も伝承されている。また、遺品が残る。
慈恩寺本堂の250ｍほど西に西院と呼ばれた禅定院が築造されていたが、禅定院阿弥陀堂は現在正覚寺阿弥陀堂として移築されている。

## 参考資料
- 寒河江市史編さん委員会　『寒河江市史　上巻』、1994